# Zubieta
Zubieta – gmina w Hiszpanii, w Nawarze, o powierzchni 17,82 km². W 2011 roku gmina liczyła 295 mieszkańców.